# Nilea mathesoni
Nilea mathesoni là một loài ruồi trong họ Tachinidae.